# Archidiecezja Chambéry
Archidiecezja Chambéry (nazwa oficjalna: archidiecezja Chambéry (-Saint-Jean-de-Maurienne-Tarentaise)) – archidiecezja Kościoła rzymskokatolickiego w południowo-wschodniej Francji. Powstała w 1779 jako diecezja Chambéry. W 1817 została podniesiona do rangi archidiecezji. W 1966 została połączona z dwiema sąsiednimi diecezjami i uzyskała obecną nazwę oficjalną. Podczas reformy administracyjnej Kościoła francuskiego w 2002 roku utraciła status metropolitalny i została włączona do metropolii Lyonu.

## Główne świątynie
- Katedra: Bazylika katedralna św. Franciszka Salezego w Chambéry
- Konkatedry:
  - Konkatedra św. Jana Chrzciciela w Saint-Jean-de-Maurienne
  - Konkatedra św. Piotra w Moûtiers

## Biskupi diecezjalni (od 1966)
- André-Georges Bontems (1966–1985)
- Claude Feidt (1985–1999)
- Laurent Ulrich (2000–2008)
- Philippe Ballot (2009–2022)
- Thibault Verny (od 2023)